# Iridoplitis iridescens
Iridoplitis iridescens är en fjärilsart som beskrevs av Sergius G. Kiriakoff 1955. Iridoplitis iridescens ingår i släktet Iridoplitis och familjen tandspinnare. Inga underarter finns listade i Catalogue of Life.